# Evelio Tandazo
Evelio Tandazo Vivanco (Catacocha, 1932 - Guayaquil, 25 de septiembre de 2022) fue un escultor ecuatoriano, conocido por ser el creador de La Venus Tropical, escultura de 2.40 metros de altura que representa a la madre de Atahualpa y que se exhibe en el Museo Municipal de Guayaquil desde el año 1960.

## Biografía
Nació en Catacocha, provincia de Loja. Migró a Guayaquil a los 16 años, de joven trabajó como betunero y fue un compañero que lo alentó a la edad de 20 años a inscribirse en la Escuela Municipal de Bellas Artes, en donde se graduó con altas calificaciones, y donde se desempeñó como docente por alrededor de 17 años.

## Obras
Ha realizado alrededor de 200 esculturas entre las que destacan La Venus Tropical, y el busto de Julio Jaramillo colocado en la tumba del cantante.

## Reconocimientos
Entre los reconocimientos más importantes están:
En el año 2000 recibió el Cincel de oro otorgada por la Asociación Cultural Las Peñas.
En el 2012 recibió un Reconocimiento a su labor artística, entregado por la Asociación de Artistas Plásticos y Visuales de Loja.